# Holy Matrimony
Pour plus de détails, voir Fiche technique et Distribution.
Holy Matrimony est un film américain réalisé par John M. Stahl, sorti en 1943.

## Synopsis

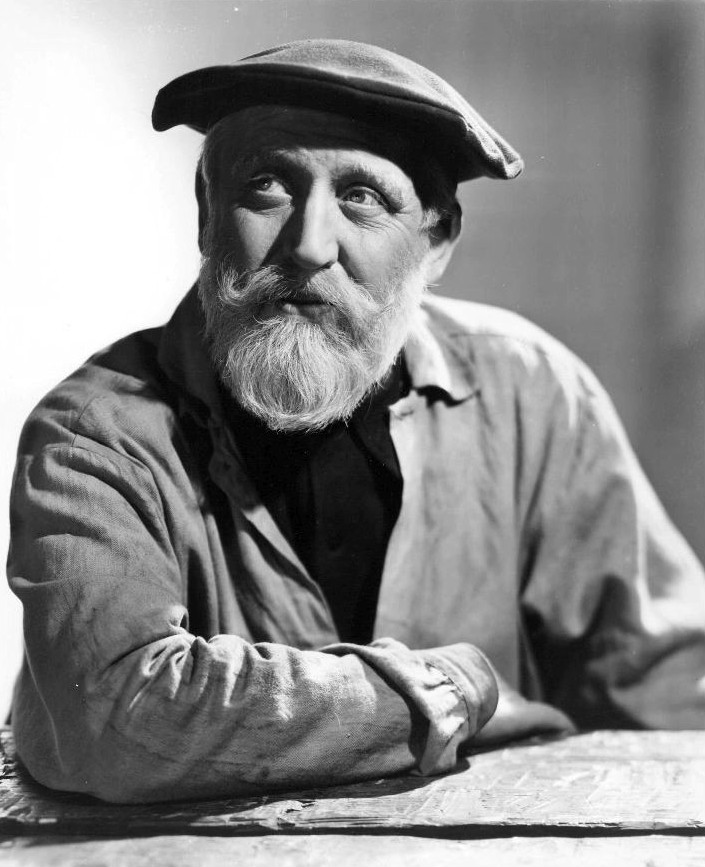
Photo de Monty Woolley du film Le Joueur de flûte.

Priam Farll, un célèbre peintre britannique, vit comme un sauvage depuis vingt-cinq ans, dans divers lieux isolés aux quatre coins du monde, avec  Henry Leek, son valet, pour seule compagnie. En 1905, le peintre séjourne à Londres pour être anobli par le roi. Leek tombe alors gravement malade. Farll requiert en consultation le Dr. Caswell, mais le valet succombe. Par mégarde, le docteur croit que c'est le célèbre peintre qui est décédé, et le peintre, par jeu, ne le détrompe pas.
Quand le roi lui-même émet le souhait de faire enterrer la dépouille de celui qu'il croit être l'artiste décédé à l'Abbaye de Westminster, il semble trop tard pour mettre fin à l'imbroglio. Le peintre force l'entrée pour assister à ses propres funérailles et évite de justesse d'être arrêté grâce à l'intervention d'une certaine Alice Chalice, veuve de son état, qui entretenait une correspondance depuis longtemps avec Henry Leek. Séduite par l'allure fort distingué de ce valet, elle n'est pas longue à le pousser à l'épouser. Dans la vaste demeure de son épouse, le peintre, qui a donc complètement endossé l'identité de son valet, peut donc vivre des jours heureux.
Mais un jour, Sara, la femme de Leek, accompagnée de ses trois fils adultes, fait irruption. Farll n'est pas inquiet, étant persuadé que, dès qu'il se montrera, il sera reconnu comme un imposteur et pourra continuer sa vie auprès de sa nouvelle épouse. Mais, à sa grande surprise, Sara Leek n'agit en rien comme il l'avait prévu. Elle voit en lui le vrai Henry Leek. Dès lors, une accusation de bigamie menace Priam Farll, et les choses se compliquent.

## Fiche technique
- Titre : Holy Matrimony
- Réalisation : John M. Stahl
- Scénario : Nunnally Johnson, d'après le roman Buried Alive d'Arnold Bennett.
- Musique : Cyril J. Mockridge
- Photographie : Lucien Ballard
- Montage : James B. Clark
- Direction artistique : James Basevi et J. Russell Spencer
- Costumes : René Hubert
- Effets spéciaux : Fred Sersen
- Production : Nunnally Johnson
- Société de production : 20th Century Fox
- Pays de production : États-Unis
- Langue : anglais
- Format : Noir et blanc - 1,37:1 - 35 mm
- Genre : Comédie
- Durée : 87 minutes
- Date de sortie :
  - États-Unis : 27 août 1943

## Distribution
- Monty Woolley : Priam Farrell
- Gracie Fields : Alice Chalice
- Laird Cregar : Clive Oxford
- Una O'Connor : Sarah Leek
- Alan Mowbray : Mr. Pennington
- Melville Cooper : Dr. Caswell
- Franklin Pangborn : Duncan Farll
- Ethel Griffies : Lady Vale
- Eric Blore : Henry Leek
- George Zucco : Mr. Crepitude
- Fritz Feld : Critic

Acteurs non crédités
- Jimmy Aubrey : Townsman
- Billy Bevan : Cabby
- Whit Bissell : Harry Leek
- Edwin Maxwell : King Edward VII
- Ian Wolfe : Strawley

## Récompenses et distinctions
- Nomination à Nunnally Johnson pour l'Oscar du meilleur scénario adapté 1944